# Stenoidion amphigyum
Stenoidion amphigyum là một loài bọ cánh cứng trong họ Cerambycidae.